# 13 (album Six Feet Under)
13 – szósty album studyjny amerykańskiej grupy muzycznej Six Feet Under. Wydawnictwo ukazało się 21 marca 2005 roku nakładem wytwórni muzycznej Metal Blade Records. W ramach promocji do utworu "Shadow Of The Reaper" został zrealizowany teledysk.
Płyta zadebiutowała na 36. miejscu listy Top Heatseekers oraz na 41. miejscu na liście Top Independent Albums w Stanach Zjednoczonych. Z kolei w Austrii album uplasował się na 62. miejscu tamtejszej listy sprzedaży.

## Lista utworów
1. "Decomposition of the Human Race" – 3:42
2. "Somewhere in the Darkness" – 3:53
3. "Rest in Pieces" – 3:08
4. "Wormfood" – 3:45
5. "13" – 3:07
6. "Shadow of the Reaper" – 3:38
7. "Deathklaat" – 2:35
8. "The Poison Hand" – 2:57
9. "This Suicide" – 2:21
10. "The Art of Headhunting" – 3:33
11. "Stump" – 3:11

| Digipack CD2, Live San Francisco 2002 |
| --- |
| 1. The Day the Dead Walked - 2:20 2. The Murderers - 2:42 3. Waiting for Decay - 2:55 4. Impulse to Disembowel - 3:29 5. Feasting on the Blood of the Insane - 4:49 6. No Warning Shot - 3:22 7. Silent Violence - 3:26 8. The Enemy Inside - 4:06 9. Victim of the Paranoid - 3:37 10. Journey in the Darkness - 2:15 11. Revenge of the Zombie - 2:50 12. Manipulation - 2:49 13. Torn to the Bone - 2:53 14. 4:20 - 5:28 15. Bonesaw - 3:17 16. Hacked to Pieces - 4:03 |